# Честерский зоопарк
Честерский зоопарк англ. Chester Zoo — зоопарк в Аптон-бай-Честер, Чешир, Англия.
Зоопарк был создан в 1931 году Джорджем Моттершидом и членами его семьи. Это один из крупнейших зоопарков Великобритании, его площадь составляет 125 акров (51 га)
Честерский зоопарк находится под управлением Зоологического Общества Северной Англии, зарегистрирован как благотворительная организация в 1934 году. Зоопарк не получает государственного финансирования. Честерский зоопарк стал самым посещаемым аттракционом дикой природы Великобритании с 1,4 млн посетителей в 2014 году. В 2007 году Forbes включил Честерский зоопарк в 15 лучших зоопарков мира. В июле 2015 года TripAdvisor назвал Честерский зоопарк лучшим зоопарком Великобритании и седьмым в мире.
В 1978 году в Честерском зоопарке появился на свет слонёнок по имени Мотти — уникальный гибрид самки азиатского слона с самцом африканского саванного слона. Он отличался слабым здоровьем и прожил только 10 дней. Это единственный достоверный случай гибридизации данных видов.